# یوناس کنودسن
یوناس هیورت کنودسن (دانمارکی: Jonas Hjort Knudsen؛ زادهٔ ۱۶ سپتامبر ۱۹۹۲) بازیکن فوتبال اهل دانمارک است.
از باشگاه‌هایی که در آن بازی کرده‌است می‌توان به ایپسویچ تاون اشاره کرد.
وی همچنین در تیم ملی فوتبال دانمارک بازی کرده‌است.